# Zachary Scott

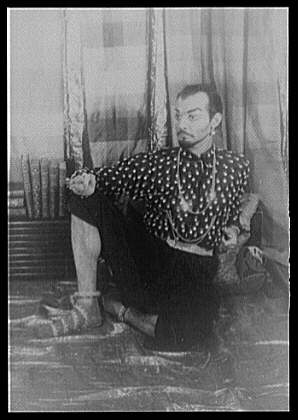
Zachary Scott im Bühnenkostüm für Der König und ich (1956)

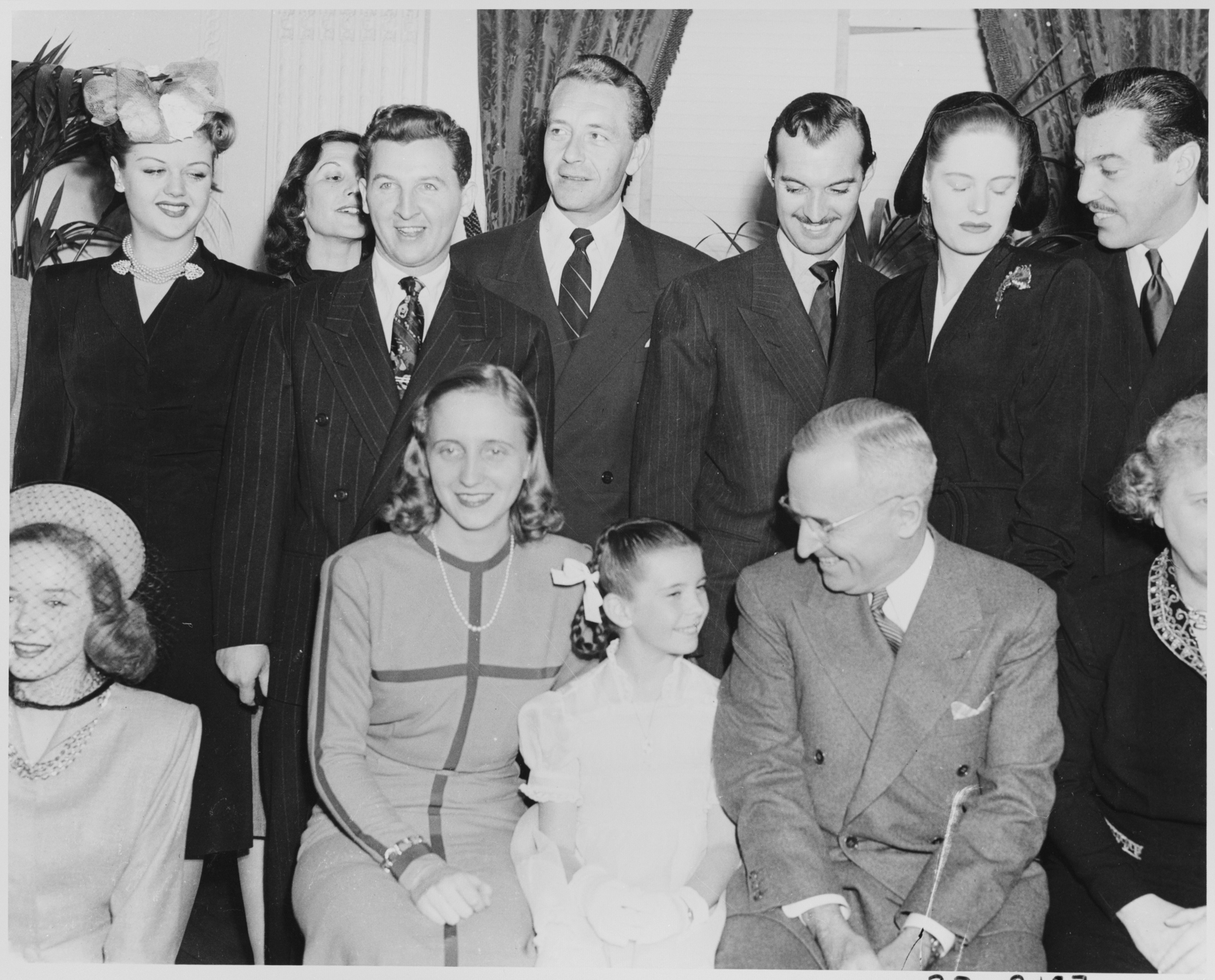
Zachary Scott (oben 3.v.r.) direkt hinter dem damaligen US-Präsidenten Harry S. Truman bei einem Ball im Weißen Haus (1946)

Zachary Scott (* 21. Februar 1914 in Austin, Texas; † 3. Oktober 1965 ebenda; gebürtig Zachary Thomson Scott junior) war ein US-amerikanischer Schauspieler.

## Leben und Karriere
Der Texaner Zachary Scott wollte wie sein Vater Chirurg werden und studierte zunächst Medizin an der University of Texas at Austin. Er brach das Studium ab, als er Interesse an der Schauspielerei entwickelte, und begann auf regionalen Bühnen in Texas aufzutreten. Hier wurde er von dem Bühnenstar Alfred Lunt entdeckt, der ihn an Theaterproduzenten in New York vermittelte. Sein Broadway-Debüt gab er 1941 in der kleinen Rolle des Barkeepers in O Wildnis! von Eugene O’Neill, danach folgten in den nächsten zwei Jahren weitere Engagements und zunehmend größere Rollen am Broadway. Schließlich wurde er von Jack L. Warner nach Hollywood verpflichtet und unterschrieb bei Warner Brothers einen der damals üblichen Studioverträge.
Sein Filmdebüt absolvierte Scott 1944 in Die Maske des Dimitrios, darin hatte er an der Seite von Peter Lorre und Sydney Greenstreet gleich eine der Hauptrollen inne. Ein Jahr später wurde er von Jean Renoir in dessen Filmdrama Der Mann aus dem Süden besetzt; darin verkörperte Scott die Hauptrolle eines jungen Farmers in den Südstaaten, der sich und seiner Familie unter schwierigen Umständen eine eigenständige Existenz aufzubauen versucht. Ebenfalls 1945 trat er als Filmpartner von Joan Crawford in dem von Michael Curtiz inszenierten Film noir Solange ein Herz schlägt auf, der ein großer Erfolg an den damaligen Kinokassen war. Darin verkörperte Scott die Figur Monte Beragon, ein zwielichtiger Lebemann sowie Liebhaber sowohl von Joan Crawfords Figur der Mutter wie auch von deren Tochter, die von Ann Blyth gespielt wurde.
Fortan war Scott mit seinem Schnauzbart, dunklen Haaren und einem guten Aussehen vor allem auf aalglatte Schurken oder geheimnisvolle, zwielichtige Liebhaber festgelegt. Er verkörperte solche Rollentypen etwa in Liebe in Fesseln an der Seite von Lana Turner und Spencer Tracy oder in dem Film noir Ohne Erbarmen unter Regie von B-Movie-Spezialist Edgar G. Ulmer. 1949 spielte er erneut an Crawfords Seite einen charmanten, aber alkoholsüchtigen Hilfssheriff Die Straße der Erfolgreichen. Jedoch trieb Warner seine Karriere nicht wie erhofft voran und seine oft wenig sympathischen Figuren halfen seiner Popularität auch nicht, weshalb seine vielversprechend begonnene Filmkarriere an Fahrt verlor. 
In den 1950er-Jahren spielte er vorrangig in B-Filmen und gab häufiger den Schurken in Western. Mit dem nachlassenden Filmerfolg spielte Scott wieder vermehrt Theater, so trat er in London am Royal Court Theatre und ab 1959 wieder am New Yorker Broadway auf. 1960 drehte er in Mexiko unter Regie von Luis Buñuel den Film Das junge Mädchen. Auch begann er in den 1950ern als Gaststar an Fernsehserien mitzuwirken. Sein filmisches Schaffen zwischen 1944 und seinem Todesjahr umfasst rund 75 Film- und Fernsehproduktionen.
Zachary Scott starb im Oktober 1965 im Alter von nur 51 Jahren an einem Gehirntumor. Er führte seine erste Ehe von 1935 bis 1950 mit der Schauspielerin Elaine Anderson, mit der er gemeinsam eine Tochter hatte. Nach der Scheidung heiratete Elaine Anderson den Schriftsteller John Steinbeck. Scott war danach von 1952 bis zu seinem Tod 1965 mit Ruth Ford, ebenfalls einer Schauspielerin, verheiratet. An ihn erinnert ein Stern auf dem Hollywood Walk of Fame in der Kategorie Film.

## Filmografie (Auswahl)
- 1944: Die Maske des Dimitrios (The Mask of Dimitrios)
- 1944: Hollywood-Kantine (Hollywood Canteen)
- 1945: Der Mann aus dem Süden (The Southerner)
- 1945: Solange ein Herz schlägt (Mildred Pierce)
- 1946: Her Kind of Man
- 1947: Ehebruch (The Unfaithful)
- 1947: Liebe in Fesseln (Cass Timberlane)
- 1948: Ohne Erbarmen (Ruthless)
- 1949: Blondes Gift (Flaxy Martin)
- 1949: Konterbande (South of St. Louis)
- 1949: Die Straße der Erfolgreichen (Flamingo Road)
- 1950: Hotel der Verlorenen (Guilty Bystander)
- 1950: Das Geheimnis der schwarzen Bande (Colt .45)
- 1950: Drohende Schatten (Shadow on the Wall)
- 1950: Born to Be Bad
- 1951: Lightning Strikes Twice
- 1951: Vergeltung am Teufelssee (The Secret of Convict Lake)
- 1951: Let’s Make It Legal
- 1953: Treffpunkt Honduras (Appointment in Honduras)
- 1955: Tal ohne Gesetz (Treasure of Ruby Hills)
- 1955: Ritt in die Hölle (Shotgun)
- 1955: Insel der Leidenschaft (Flame of the Islands)
- 1956: Granaten-Joe (Bandido)
- 1957: Der Mann im Schatten (Man in the Shadow)
- 1960: Das junge Mädchen (The Young One)
- 1960: Natchez Trace
- 1960: Alfred Hitchcock Presents (Fernsehserie, Folge 6x05)
- 1961: Jane Eyre (Fernsehfilm)
- 1961: Tausend Meilen Staub (Rawhide, Fernsehserie, Folge 3x27)
- 1962: Preston & Preston (The Defenders, Fernsehserie, Folge 1x21)
- 1962: Geld spielt keine Rolle (It’s Only Money)
- 1965: Gauner gegen Gauner (The Rogues, Fernsehserie, Folge 1x21)